# Općevac
Općevac est un village de la municipalité de Čazma (Comitat de Bjelovar-Bilogora) en Croatie. Selon le recensement de 2011, il y avait 116 habitants.